# Hyuro
Hyuro, pseudonyme de Tamara Djurovic, née en 1974 à Buenos Aires (Argentine) et morte d'une leucémie, à son domicile de Valence (Espagne), le 19 novembre 2020,, est une artiste, peintre et muraliste argentine basée à Valence (Espagne).

## Biographie

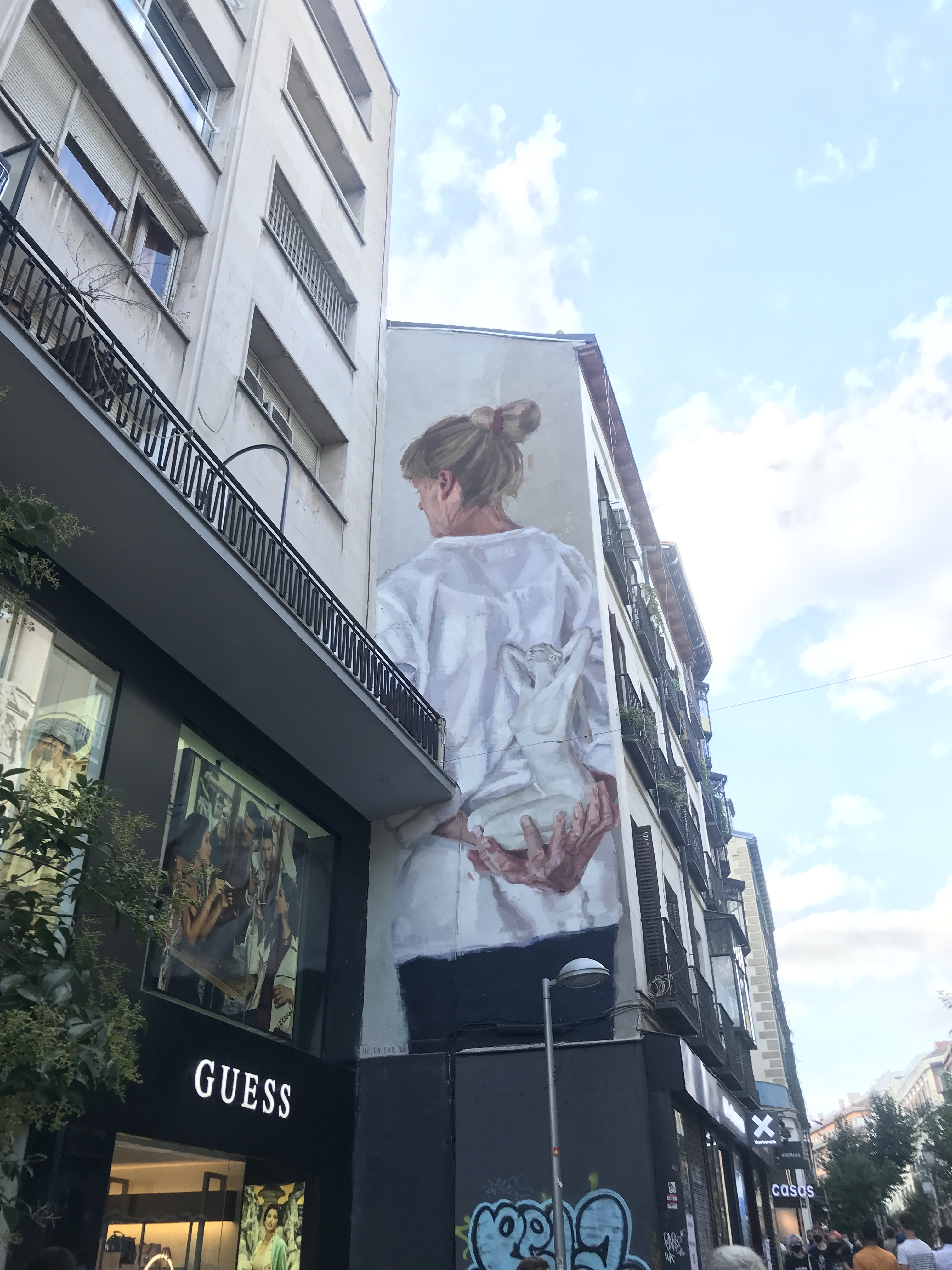
Fresque monumentale en hommage à Hyuro par Helen Bur à Madrid

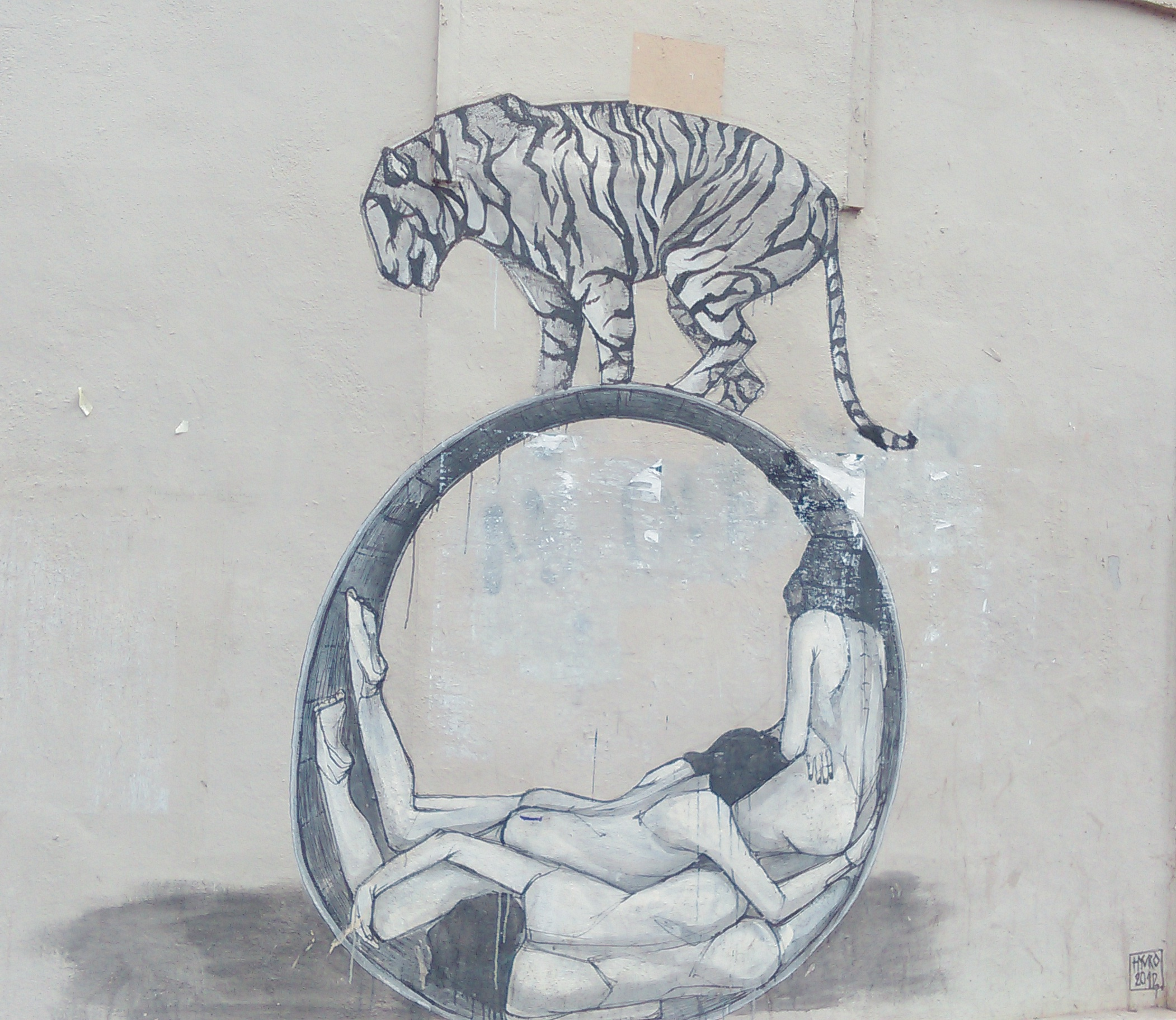
Jeu du cirque, œuvre murale de Hyuro à Valence

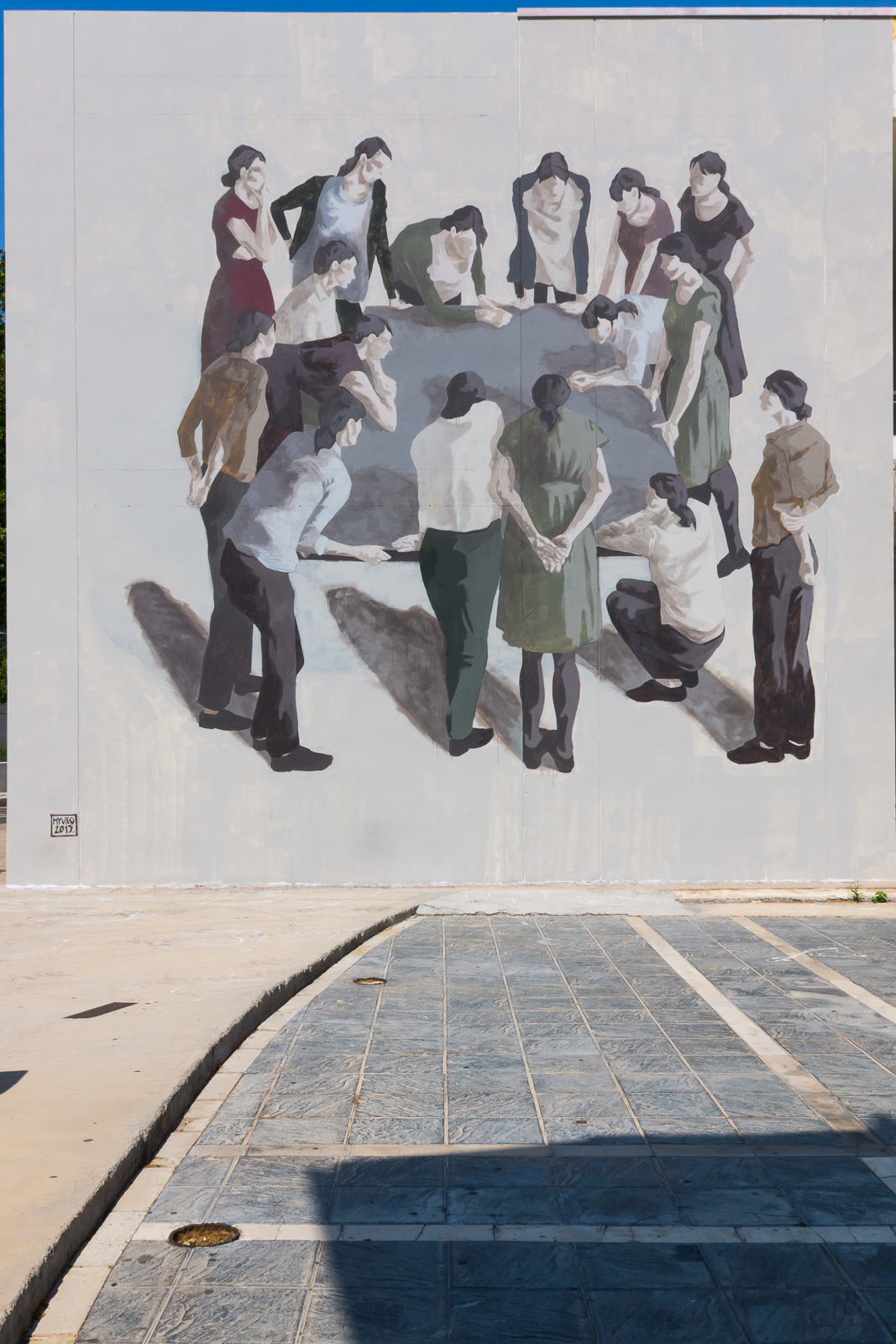
Poliniza 2015 à Valence

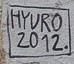
Signature, 2012

Diplômée de l'Université polytechnique de Valence, Hyuro est une artiste engagée, son combat a pour thème principal le sort des femmes, elle aborde des sujets comme l'émancipation, l’avortement, le patriarcat, ou la lutte contre les abus sexuels.
Une de ses dernières interventions, intitulée Douce Vie, devait se faire à Angers à l'été 2020, dans le cadre de la sixième édition des Échappées d'Art d'Angers. Hyuro n’a pas eu le temps de réaliser cette fresque restée à l'état de croquis, les artistes Faith47 et Helen Bur lui rendront hommage en réalisant Douce Vie.
Ses fresques sont présentes dans de nombreux pays à travers le monde.

## Retrospectives, œuvres posthumes et hommages
2022
- Ejercicios para desarmar el mundo, retrospective Hyuro, MuVIM (Museo Valenciano de la Ilustración y de la Modernidad), Valence (14 octobre - 4 décembre 2022)[9],[10]

2021
- La Cheffe d'Orchestre, fresque dans le 11e arrondissement de Paris, œuvre posthume d'après esquisse, hommage réalisé par les artistes Axel Void et Escif (es) (septembre 2021)[11],[12]. Cette fresque est classée dans les 100 plus belles œuvres de street-art du monde pour l'année 2021 selon le concours annuel organisé par Street Art Cities[13],[14]
- Douce Vie, œuvre posthume, fresque en hommage à l'artiste Hyuro, réalisée d'après esquisse dans le cadre de la sixième édition des Échappées d'Art d'Angers, par Faith47 et Helen Bur, rue Valdemaine à Angers (aout 2021)[7],[15]
- Fresque monumentale en hommage à sa mère, sculptrice, et à l'artiste Hyuro, par Helen Bur à Madrid (Espagne) (mai 2021)[16]
- Festival Poliniza Valence (Espagne) (mai 2021), fresques en hommage à l'artiste Hyuro, par Mohamed L'Ghacham[17] et par Nacho Magro Huertas alias Escif et Alejandro Hugo Dorda Mevs alias Axel Void[18]

2020
- Hommage à Hyuro par Escif, Carrer de Quart, Valence (Espagne) (novembre 2020)[19]

## Expositions, évènements et projets
2019
- Keep it Green, Aalborg (Danemark) (2019)
- Nuart, Stavanger (Norvège) (2019)[20]
- Occupied space, fresque, Planoise, Besançon (2019)[2]

2018
- Immigration espagnole, fresque murale, Vilvorde (Belgique) (octobre 2018)
- Fresque de 12 étages de hauteur, festival de Heerlen (Pays-Bas) (2018)
- Le patriarche, Vila-real (Espagne) (mai 2018)
- Éducation, Sagunto (Espagne) (2018)
- The Dance as an Act of Resistence, Werchter (Belgique) (2018)
- What Remains, Belo Horizonte (Brésil) (2018)
- Applaudissements, Milestone Street-art Project, Girona (Espagne) (2018)[21]

2017
- La Ronde, fresque, Kufa's Urban Art, Esch-sur-Alzette (Luxembourg) (juin 2017)[22]
- Réparation, fresque, Crystal Ship, Ostende (Belgique) (avril 2017)[23]
- Sharing, Cologne (Allemagne) (2017)
- Jeu de mains, Barcelone (Espagne) (2017)[24]

2016
- War Impact on Childrens Lives, Cities of Hope, Manchester (Grande-Bretagne) (2016)[25]
- Transition, Aalborg (Danemark) (2016)
- Le drapé, festival Rexenera Fest, Carballo (Espagne) (2016)[26]
- Homme assis, M.I.A.U (Museo Inacabado de Arte Urbano), Fanzara (Espagne) (2016)[27]

2015
- Público / Privada, Dunedin Street Art Project, fresque, Dunedin (Nouvelle Zélande) (2015)[28]
- Street Art Festival Concreto, fresque, Fortaleza (Brésil) (2015)[29]
- Il est Interdit d'Interdire, fresque, festival 4ème Mur, Niort (septembre 2015)[30]
- Reciprocidad, Madrid (Espagne) (2015)[31]
- Fresque des Musiques Actuelles, initiée en 2012 sur des murs du port de La Pallice à La Rochelle, Ramones, Patti Smith, The Clash, Sex Pistols et Debbie Harry (2015)[32]

2014
- Djerbahood 2014, Erriadh (Tunisie) (2014)
- Memorie Urbane Festival, Gaète (Italie) (2014)

2013
- Les Femmes, Perpignan (2013)[33]
- Les loups, avec Escif, Valence (Espagne) (mars 2013)

2012
- Atlanta (États-Unis), fresque (2012)[34],[35]
- Fresque, Valence, quartier Cabanyal (2012)
- Nudité féminine, Bien Urbain, Besançon (2017)[36]

2011
- Starkart, Zurich (Suisse), Casual Anomalies, exposition solo, (8 décembre 2011 - 21 janvier 2012)[37]
- Bien Urbain, Besançon (2011)[38]

2009
- Festival Urban Forms, Łódź (Pologne) (2009)[39]

### Vidéos
- (en) [vidéo] Juxtapoz Magazine, « 023: HYURO and the Fabrics That Define Us, Live from Nuart 2019 - Radio Juxtapoz », sur YouTube